# 妙音寺 (横浜市)
妙音寺（みょうおんじ）は、神奈川県横浜市南区三春台にある日蓮宗の寺院。山号は経力山。

## 歴史
正和3年（1314年）鎌倉比企谷妙本寺の塔頭として妙音院日行が創建した。明治17年（1884年）神奈川県海老名市への移転、さらに大正2年（1913年）現在地へ移転し再興した。昭和20年（1945年）横浜大空襲で伽藍を焼失。現在の諸堂はその後の再建である。

### 歴代
- 妙音院日研
- 大明院日光 江戸川区常龍寺、磯子区妙蓮寺を建立。

## 参考資料
- 日蓮宗寺院大鑑編集委員会『宗祖第七百遠忌記念出版 日蓮宗寺院大鑑』大本山池上本門寺 (1981年)